# Ian Salmon
Ian Salmon is een Britse basgitarist; hij speelt af en toe ook akoestisch of elektrisch gitaar. Salmon is eigenlijk niet te beschouwen als lid van een specifieke muziekgroep. Hij cirkelt rond in de bands rond Tracy Hitchings (bijvoorbeeld Landmarq), Karl Groom (Threshold) en Clive Nolan (Arena). Met Groom en Nolan speelde hij ook in Shadowland. Hij toerde ook met de John Young Band. 

## Discografie
- 1992: Shadowland: Ring of Roses
- 1994: Shadowland: Through the Looking Glass
- 1994: Tracy Hitchings: From Ignorancy to Extasy
- 1994: Landmarq: Solitary Witness
- 1996: Threshold: Wounded Land
- 1996: Shadowland: Mad as a Hatter
- 1998: Janison Edge: The Services of Mary Goode
- 2000: Martin Darvill and Friends: Greatest Show on Earth
- 2000: Clive Nolan en Oliver Wakeman: The Hound of the Baskervilles en Jabberwocky
- 2000: Arena: Immortal?
- 2003: Arena: Contagion
- 2005: Arena : Pepper's Ghost
- 2006: Arena: Smoke and Mirrors
- 2007: Landmarq: Turbulence; Live in Poland
- 2008: Caamora: Journey's End
- 2010: Yogi Lang (RPWL): Decoder